# Santisteban del Puerto
Santisteban del Puerto település Spanyolországban, Jaén tartományban. Santisteban del Puerto Aldeaquemada, Viso del Marqués, Torre de Juan Abad, Castellar de Santiago, Villamanrique, Castellar, Iznatoraf, Villacarrillo, Sabiote és Navas de San Juan községekkel határos. Lakosainak száma 4457 fő (2024).

## Népesség
A település népessége az elmúlt években az alábbi módon változott:
| Lakosok száma | 4826 | 4787 | 4927 | 4860 | 4788 | 4712 | 4566 | 4472 | 4434 | 4457 |
|               | 2001 | 2004 | 2007 | 2009 | 2012 | 2014 | 2017 | 2019 | 2022 | 2024 |